# Jacques-Pierre Amette
Jacques-Pierre Amette (* 18. Mai 1943 in Saint-Pierre-sur-Dives, Département Calvados) ist ein französischer Schriftsteller und Literaturkritiker.

## Leben
Jacques-Pierre Amette absolvierte ein Literaturstudium an der Universität Caen und war als Journalist unter anderem für die Tageszeitung Ouest-France und das Wochenmagazin Le Point tätig. Er gilt in Frankreich als Kenner der deutschen Literatur, insbesondere von Friedrich Hölderlin. Er bezeichnet sich selbst als bilingual. Er lebte längere Zeit in Pforzheim, Hamburg und Berlin. 
Neben Romanen und Erzählungen hat er auch einige Bühnenwerke geschrieben. Unter dem Pseudonym Paul Clément trat er zudem als Krimiautor in Erscheinung. Für seinen Roman La Maîtresse de Brecht erhielt er 2003 den Prix Goncourt. Bisher wurde nur ein einziges Werk von Amette ins Deutsche übersetzt.

## Auszeichnungen
- 1986: Prix Roger-Nimier
- 1992: Prix CIC du Théâtre
- 1997: Prix Contre-point
- 2003: Prix Goncourt

## Werke

### Romane und Erzählungen
- Le Congé, 1965
- Élisabeth Skerla, 1966
- Un voyage en province, 1970
- Les lumières de l’Antarctique, 1973
- La Vie comme ça, 1974
- Bermuda, 1977
- La Nuit tombante, 1978
- Jeunesse dans une ville normande, 1981
- Enquête d’hiver, 1985
- Confessions d’un enfant gâté, 1986
- L’Après-midi, 1987
- L’adieu à la raison: Le Voyage de Hölderlin en France, 1991
- La Peau du monde, 1992
- Stendhal – Une journée particulière: 3 juin 1819, 1994
- Province, 1995
- Les Deux Léopards, 1997
  - Zwei Leoparden. Roman. Deutsch von Claudia Feldmann. Ullstein, Berlin 1998, ISBN 3-550-08269-X.
- L’Homme du silence, 1999
- Ma vie, son œuvre, 2001
- La Maîtresse de Brecht, 2003
- Un été chez Voltaire, 2007
- Journal météorologique, 2009
- Liaison romaine, 2012

### Kriminalromane
- Exit, 1981 (als Paul Clément)
- Je tue à la campagne, 1982 (als Paul Clément)
- Le Lac d’or, 2008

### Theater
- Les Sables mouvants, 1974
- Les Environs de Heilbronn, précédé de Le Maître-nageur, 1989
- Après nous, précédé de La Waldstein, 1991
- Le Mal du pays, suivi de Singe, 1992
- Appassionata, suivi de Passions secrètes, crimes d’avril, 1993
- La Clairière, 1997
- Le Tableau de Poussin, 2005